# Понте Пјетра (Павија)
Понте Пјетра је насеље у Италији у округу Павија, региону Ломбардија.
Према процени из 2011. у насељу је живело 21 становника. Насеље се налази на надморској висини од 72 м.